# Технічний аналіз вугілля
Технічний аналіз вугілля — комплекс методів дослідження характеристик технологічних властивостей викопного вугілля.
Включає визначення горючих і негорючих складових. До негорючих складових відносять вологу (W) та неорганічні або мінеральні речовини (М). Інтегральною характеристикою кількості мінеральних речовин є зольність (А). Специфічні коксівні та енергетичні властивості віддзеркалюють такі показники: а) вихід летких речовин (v), які утворюються при нагріванні вугілля без доступу повітря до 800-900оС; б) вихід і якісна характеристика твердого нелеткого залишку, який утворюється при визначенні летких речовин; в) загальний вміст сірчистих сполук (умовно перерахованих на елементну сірку), які входять до складу органічних та мінеральних речовин вугілля. Крім того, для більш повної технологічної характеристики визначають теплоту спалювання твердих горючих копалин та показники спікливості. Останнім часом після введення систем кодування вугілля всі або частина показників Т.а.в. уведені до складу кодів, які використовуються при міжнародній торгівлі вугіллям, а також при його класифікації.

## Загальний опис
Оскільки викопне вугілля застосовувалося спочатку тільки як паливо, технічний аналіз обмежувався визначенням горючої і негорючої складової. До негорючої частини вугілля відносять вологу (позначається W, від німецького Wasser і англійського Water) і неорганічні або мінеральні речовини (M).
Для характеристики вугілля за кількістю мінеральних речовин у вугіллі частіше за все користуються показником зольності (A, від німецького Ashe і англійського Ash), що визначається за залишком, який утворюється після повного згоряння наважки вугілля.
Пізніше — в основному для потреб коксохімічної промисловості — введені ще три показники:
- а) вихід летких речовин (V), які утворюються при нагріванні вугілля до 850—1000 °C без доступу повітря;
- б) вихід і кількісна характеристика твердого нелеткого залишку (K або NV), який утворюється при визначенні виходу летких речовин;
- в) загальний вміст сірчистих сполук (St) (умовно перерахованих на елементну сірку), які входять до складу органічних і мінеральних речовин вугілля.

Оскільки ці показники тією чи іншою мірою пов'язані з природою, ступенем вуглефікації і складом різних видів ТГК, то вони мають не лише теоретичне, але й практичне значення.
На значення показників, які характеризують властивості вугілля, найбільше впливають умови відбору, підготовки та зберігання вугілля. Значення одних і тих же показників можуть змінюватися в широкому діапазоні в залежності від того, в якому стані знаходиться вугілля — робочому, аналітичному чи сухому. У зв'язку з цим ці показники можна визначати лише при виконанні наступних умов:
- а) незмінність умов відбору, зберігання і підготування проби;
- б) жорстко визначені умови, за якими проводять випробування;
- в) визначеність вихідного стану проби, яка досліджується.

Таким чином, вологість, зольність, спікливість і інші показники є конкретними тільки в тих випадках, коли однакові метод їх визначення та умови, в яких проводилися дослідження. Крім того, для отримання показників, які можна порівнювати між собою, отримані значення перераховують на певний стан палива (робочий, сухий і сухий знезолений), а також проводять стандартизацію методів відбору, підготовки і дослідження проби.